# Arbeitswissenschaft
Die Arbeitswissenschaft ist eine ursprünglich ingenieurwissenschaftlich geprägte interdisziplinäre Wissenschaft, die die Arbeit des Menschen unter verschiedenen Aspekten betrachtet. Sie folgt einem unterschiedlich aufgefassten, oft betriebswirtschaftlich (unternehmerisch) orientierten Maximalprinzip, mit gegebenen Mitteln maximalen Erfolg zu erreichen (siehe: Ökonomisches Prinzip). Ziele sind ferner die optimale Gestaltung von Arbeitsaufgabe und Arbeitssystem, die Arbeitsplatzbewertung, die Sicherheit und der Gesundheitsschutz am Arbeitsplatz.
Gegenstände der Arbeitswissenschaft sind die wissenschaftliche, methodische und systematische Behandlung aller Fragen, die mit der Planung, Gestaltung, Leistung und Durchführung menschlicher Arbeit zusammenhängen.
Die Arbeitswissenschaft untersucht die verschiedenen Ausprägungen konkreter Arbeit unter den Aspekten der menschlichen Zusammenarbeit und des Zusammenspiels von Mensch, Arbeitsmitteln und Arbeitszielen. Auch befasst sich die Arbeitswissenschaft mit den Arbeitsbedingungen und deren Auswirkungen und Folgen für den Menschen.
Dabei beruht die Wissenschaft zur Erforschung arbeitsweltlicher Kooperation auf empirischen, organisationstheoretischen, technologischen und psychologischen Methoden und Erkenntnissen.
Das Fach Arbeitswissenschaft ist in Deutschland als Kleines Fach eingestuft.

## Geschichte
Begründet wurde die Arbeitswissenschaft durch Frederick Winslow Taylor (1856–1915) und seinem Schüler Frank Bunker Gilbreth (1868–1924). Beide versuchten, Arbeitsprozesse von Arbeitern zu optimieren, indem sie bestimmte Arbeitergruppen beobachteten. Taylor war davon ausgegangen, durch die Beobachtung des besten Arbeiters den optimalen Ablauf zu ergründen. Gilbreth hingegen untersuchte den faulsten Arbeiter, da dieser nur die nötigsten Arbeitsschritte vollführe.
Der Taylorismus wurde im Deutschen Reich zuerst von Adolf Wallichs am Werkzeugmaschinenlabor WZL der RWTH Aachen aufgenommen und führte 1924 zur Gründung des Reichsausschusses für Arbeitszeitermittlung (vgl.: REFA).

## Betätigungsfelder
Die Arbeitswissenschaft gliedert sich in zwei Bereiche: die Anpassung der Arbeit an den Menschen und die Anpassung des Menschen an die Arbeit.
Bei der Anpassung der Arbeit an den Menschen wird auf die natürlichen Fähigkeiten, Fertigkeiten und Eigenschaften des Menschen geachtet und dementsprechend werden die Arbeitsplätze, -abläufe und -umgebung angepasst und gestaltet.
Bei der Anpassung des Menschen an die Arbeit wird sichergestellt, dass der Mensch den Qualifikationsanforderungen gerecht wird und seine Berufserfahrung, Fähigkeiten und Fertigkeiten in die Arbeit mit einbringen kann. Auch muss sichergestellt werden, dass der Arbeitende motiviert wird.
Heute beschäftigt sich die Arbeitswissenschaft mit den unterschiedlichsten Arbeitsplätzen: In der Produktion (z. B. Automobilindustrie) ebenso wie mit Büroarbeitsplätzen, mit körperlicher ebenso wie mit geistiger Arbeit. Aktuelle Themen sind beispielsweise die zukünftige Arbeitsmodelle, ältere Mitarbeiter, interdisziplinäre Teams, die Auswirkung moderner Technik auf Arbeitsprozesse etc.

## Arbeitswissenschaftliche Lehrstühle (Auszug)
- TU Darmstadt: Walter Rohmert (1963–1995), Kurt Landau (1995–2005), Ralph Bruder (2006–2021)
- RWTH Aachen: Rolf Hackstein (1967–1990), Christopher Schlick (2004–2016), Verena Nitsch (seit 2018)
- TU Kaiserslautern: Klaus J. Zink (1980–2012)
- Universität Stuttgart: Hans-Jörg Bullinger (1981–2002), Dieter Spath (2002–2021), Katharina Hölzle (seit 2022)
- Universität Bamberg: Irene Raehlmann (1992–2008), Olaf Struck (seit 2009)
- TU Chemnitz: Hartmut Enderlein (1993–2003), Birgit Spanner-Ulmer (2004–2012), Angelika C. Bullinger-Hoffmann (seit 2012)
- TU Dresden: Martin Schmauder (seit 2000)
- Universität Wuppertal: Hans Martin Hasselhorn (seit 2015)